# Estonia en los Juegos Olímpicos de Albertville 1992
Estonia estuvo representada en los Juegos Olímpicos de Albertville 1992 por un total de 19 deportistas que compitieron en 4 deportes.  
El portador de la bandera en la ceremonia de apertura fue el patinador de velocidad Ants Antson. El equipo olímpico estonio no obtuvo ninguna medalla en estos Juegos.